# Fritz Gehrke

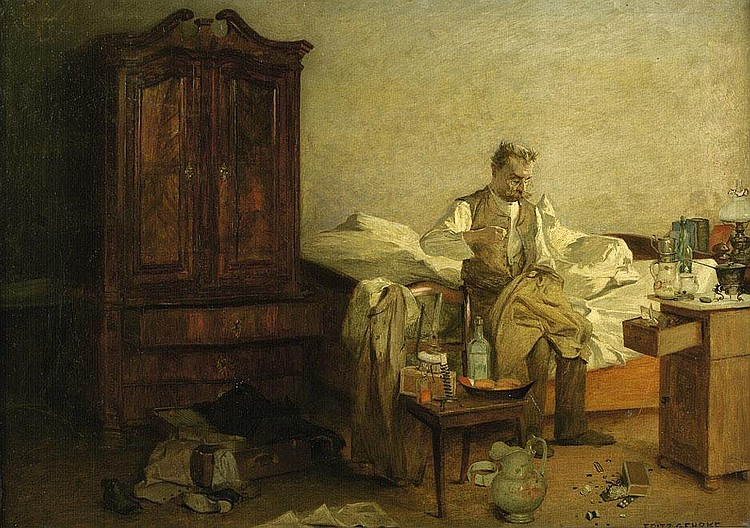
Der Junggeselle beim Nähen

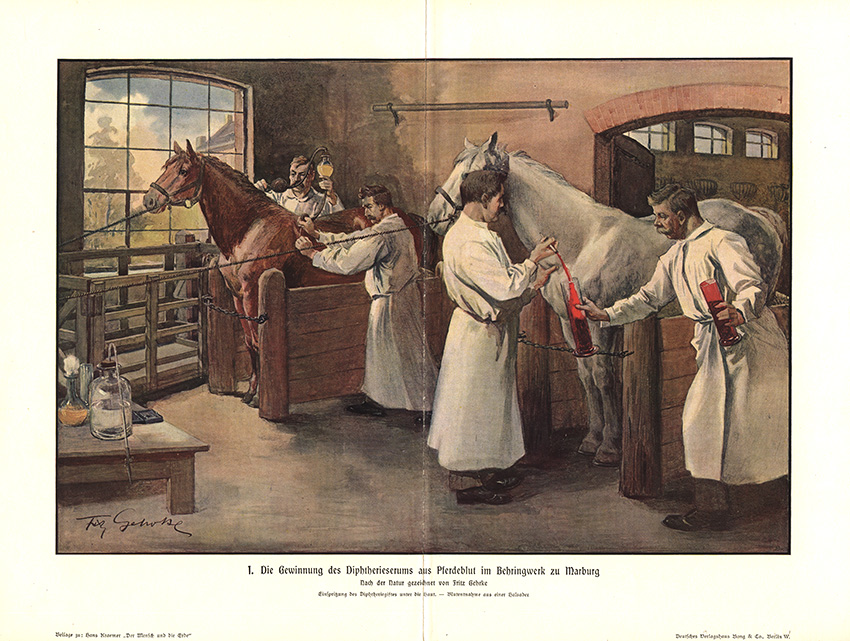
Fritz Gehrke: Illustration um 1905

Fritz Ferdinand Gehrke (* 16. Juli 1855 in Woistenthin, Kreis Cammin, Pommern; † 25. Juni 1916 in Berlin) war ein deutscher Maler, Illustrator und Karikaturist.

## Wirken
Gehrke studierte an der Königlich Preußischen Akademie der Künste zu Berlin bei Karl Gussow. Er war in Berlin hauptsächlich als Illustrator von Zeitschriften tätig. Seine Werke erschienen u. a. in den Fliegenden Blättern und in der Gartenlaube. Auch für die Satire-Zeitschriften Kladderadatsch (1880–1882) und für den Ulk (1896–1914) war er tätig. Keramische Arbeiten entstanden in Zusammenarbeit mit Ludwig Manzel und den Cadiner Tonwarenfabriken.
Er zeigte auf den Akademieausstellungen Genre- und Straßenbilder. Seine Freskenkomposition Der Weltverkehr befand sich im Lichthof des Berliner Kaufhauses Wertheim. Von seinen Werken blieben nur wenige Exemplare im Original erhalten, da sie als Druckvorlagen nicht archiviert wurden.

## Werke (Auswahl)
- Auerbachs Keller. Illustriert von Fritz Gehrke. In: Schorers Familienblatt. Band 7, Beilage Nr. 12. Berlin 1886 (haab-digital.klassik-stiftung.de).
- Otto König: Mutter und Sohn zwei Gedichte. Zeichnungen von Fritz Gehrke. In: Neue deutsche Bilderbogen – für Jung und Alt. Nr. 32. Karl Werckmeisters Kunstverlag, Berlin 1916 (digital.staatsbibliothek-berlin.de).